# Браян Ганн
Бра́ян Ганн (англ. Bryan Gunn, нар. 22 грудня 1963, Единбург) — шотландський футболіст, воротар. По завершенні ігрової кар'єри — футбольний тренер.
Як гравець насамперед відомий виступами за «Норвіч Сіті», а також національну збірну Шотландії.

## Клубна кар'єра
У дорослому футболі дебютував 1980 року виступами за «Абердин», в якому провів шість сезонів, взявши участь у 15 матчах чемпіонату.
Своєю грою за цю команду привернув увагу представників тренерського штабу клубу «Норвіч Сіті», до складу якого приєднався 1986 року. Відіграв за команду з Норвіча наступні дванадцять сезонів своєї ігрової кар'єри. Більшість часу, проведеного у складі «Норвіч Сіті», був основним голкіпером команди.
Завершив професійну ігрову кар'єру у клубі «Гіберніан», за команду якого виступав протягом 1998–1999 років.

## Виступи за збірну
1990 року дебютував в офіційних матчах у складі національної збірної Шотландії. Протягом кар'єри у національній команді, яка тривала 5 років, провів у формі головної команди країни лише 6 матчів.
У складі збірної був учасником чемпіонату світу 1990 року в Італії, проте на поле жодного разу так і не вийшов.

## Кар'єра тренера
Розпочав тренерську кар'єру, повернувшись до футболу після тривалої перерви, 16 січня 2009 року, очоливши тренерський штаб клубу «Норвіч Сіті». Проте вже 14 серпня 2009 року він був звільнений з команди через незадовільні результати.
Наразі досвід тренерської роботи обмежується цим клубом.

### Як гравця
- Чемпіон Шотландії (2):

«Абердин»: 1983-84, 1984-85
- Володар Кубка Шотландії (4):

«Абердин»: 1981-82, 1982-83, 1983-84, 1985-86
- Володар Кубка шотландської ліги (1):

«Абердин»: 1985-86
- Володар Кубка володарів кубків (1):

«Абердин»: 1982-83
- Володар Суперкубка Європи (1):

«Абердин»: 1983